# Sách đỏ Việt Nam
Sách đỏ Việt Nam là danh sách các loài động vật, thực vật ở Việt Nam thuộc loại quý hiếm, đang bị giảm sút số lượng nghiêm trọng hoặc có nguy cơ tuyệt chủng. Đây là căn cứ khoa học quan trọng để Nhà nước ban hành những Nghị định và Chỉ thị về việc quản lý bảo vệ và những biện pháp cấp bách để bảo vệ và phát triển những loài động thực vật hoang dã ở Việt Nam.
Dự án Sách đỏ Việt Nam được công bố lần đầu tiên năm 1992. Đây là công trình do Viện Khoa học và Công nghệ Việt Nam phối hợp với Liên minh Bảo tồn Thiên nhiên Quốc tế (IUCN) thực hiện với sự tài trợ của Quỹ SIDA (Thụy Điển). Các tiêu chuẩn sử dụng trong Sách đỏ Việt Nam được xây dựng trên nền các tiêu chuẩn của Sách đỏ IUCN.

## Các phiên bản
Sách đỏ Việt Nam lần đầu tiên xuất bản phần động vật năm 1992 với 365 loài nằm trong danh mục, phần thực vật được xuất bản năm 1996 với 356 loài nằm trong danh mục.
Kết quả thực hiện Sách đỏ Việt Nam 2004 cho thấy tổng số loài động thực vật hoang dã đang bị đe dọa đã lên đến 857 loài, gồm 407 loài động vật và 450 loài thực vật, tức số loài đang bị đe dọa đã tăng đáng kể. Trong phần động vật, nếu như mức độ bị đe dọa cao nhất trong Sách đỏ Việt Nam 1992 chỉ ở hạng Nguy cấp thì năm 2004 đã có 6 loài bị coi là tuyệt chủng trên lãnh thổ Việt Nam. Số loài ở mức Nguy cấp là 149 loài, tăng rất nhiều so với 71 loài trong Sách đỏ Việt Nam 1992. Có 46 loài được xếp ở hạng Rất nguy cấp.
Phiên bản mới nhất hiện nay là Sách đỏ Việt Nam 2007, được công bố vào ngày 26 tháng 6 năm 2008 , theo số liệu này hiện nay tại Việt Nam có 882 loài (418 loài động vật và 464 loại thực vật) đang bị đe dọa ngoài thiên nhiên, tăng 167 loài so với thời điểm năm 1992. Trong đó có 116 loài động vật được coi là "rất nguy cấp" và 45 loài thực vật "rất nguy cấp" (trong số 196 loài thực vật đang "nguy cấp"). Có 9 loài động vật trước kia chỉ nằm trong tình trạng de dọa nhưng nay xem như đã tuyệt chủng là tê giác 2 sừng, bò xám, heo vòi, cầy rái cá, cá chép gốc, cá chình Nhật, cá lợ thân thấp, cá sấu hoa cà, hươu sao và hoa lan hài .
Ngoài Sách đỏ Việt Nam 2007, Viện Khoa học và Công nghệ Việt Nam còn hoàn thành việc soạn thảo Danh lục đỏ Việt Nam 2007.

## Thứ hạng và tiêu chuẩn đánh giá
Sách đỏ Việt Nam 2007 sử dụng tiêu chuẩn IUCN 2.3 của Sách đỏ IUCN 1994.
|  |  |          |          |          |          |          |          |  |  |             |             |             |             |             |             |  |  |                  |                  |                  |                  |                  |                  |  |  | Tuyệt chủng - EX                   |                        |                        |                        |                        |                        |
|  |  |          |          |          |          |          |          |  |  |             |             |             |             |             |             |  |  |                  |                  |                  |                  |                  |                  |  |  |                                    |                        |                        |                        |                        |                        |
|  |  |          |          |          |          |          |          |  |  |             |             |             |             |             |             |  |  |                  |                  |                  |                  |                  |                  |  |  | Tuyệt chủng ngoài thiên nhiên - EW |                        |                        |                        |                        |                        |
|  |  |          |          |          |          |          |          |  |  |             |             |             |             |             |             |  |  |                  |                  |                  |                  |                  |                  |  |  |                                    |                        |                        |                        |                        |                        |
|  |  |          |          |          |          |          |          |  |  | Đủ dẫn liệu | Đủ dẫn liệu | Đủ dẫn liệu | Đủ dẫn liệu | Đủ dẫn liệu | Đủ dẫn liệu |  |  |                  |                  |                  |                  |                  |                  |  |  | Rất nguy cấp - CR                  | Rất nguy cấp - CR      | Rất nguy cấp - CR      | Rất nguy cấp - CR      | Rất nguy cấp - CR      | Rất nguy cấp - CR      |
|  |  |          |          |          |          |          |          |  |  | Đủ dẫn liệu | Đủ dẫn liệu | Đủ dẫn liệu | Đủ dẫn liệu | Đủ dẫn liệu | Đủ dẫn liệu |  |  |                  |                  |                  |                  |                  |                  |  |  | Rất nguy cấp - CR                  | Rất nguy cấp - CR      | Rất nguy cấp - CR      | Rất nguy cấp - CR      | Rất nguy cấp - CR      | Rất nguy cấp - CR      |
|  |  |          |          |          |          |          |          |  |  |             |             |             |             |             |             |  |  | Bị đe dọa        | Bị đe dọa        | Bị đe dọa        | Bị đe dọa        | Bị đe dọa        | Bị đe dọa        |  |  | Nguy cấp - EN                      | Nguy cấp - EN          | Nguy cấp - EN          | Nguy cấp - EN          | Nguy cấp - EN          | Nguy cấp - EN          |
|  |  |          |          |          |          |          |          |  |  |             |             |             |             |             |             |  |  | Bị đe dọa        | Bị đe dọa        | Bị đe dọa        | Bị đe dọa        | Bị đe dọa        | Bị đe dọa        |  |  | Nguy cấp - EN                      | Nguy cấp - EN          | Nguy cấp - EN          | Nguy cấp - EN          | Nguy cấp - EN          | Nguy cấp - EN          |
|  |  |          |          |          |          |          |          |  |  |             |             |             |             |             |             |  |  |                  |                  |                  |                  |                  |                  |  |  | Sẽ nguy cấp - VU                   |                        |                        |                        |                        |                        |
|  |  |          |          |          |          |          |          |  |  |             |             |             |             |             |             |  |  |                  |                  |                  |                  |                  |                  |  |  |                                    |                        |                        |                        |                        |                        |
|  |  | Đánh giá | Đánh giá | Đánh giá | Đánh giá | Đánh giá | Đánh giá |  |  |             |             |             |             |             |             |  |  |                  |                  |                  |                  |                  |                  |  |  | Phụ thuộc bảo tồn - cd             | Phụ thuộc bảo tồn - cd | Phụ thuộc bảo tồn - cd | Phụ thuộc bảo tồn - cd | Phụ thuộc bảo tồn - cd | Phụ thuộc bảo tồn - cd |
|  |  | Đánh giá | Đánh giá | Đánh giá | Đánh giá | Đánh giá | Đánh giá |  |  |             |             |             |             |             |             |  |  |                  |                  |                  |                  |                  |                  |  |  | Phụ thuộc bảo tồn - cd             | Phụ thuộc bảo tồn - cd | Phụ thuộc bảo tồn - cd | Phụ thuộc bảo tồn - cd | Phụ thuộc bảo tồn - cd | Phụ thuộc bảo tồn - cd |
|  |  |          |          |          |          |          |          |  |  |             |             |             |             |             |             |  |  | Ít nguy cấp - LR | Ít nguy cấp - LR | Ít nguy cấp - LR | Ít nguy cấp - LR | Ít nguy cấp - LR | Ít nguy cấp - LR |  |  | Sắp bị đe dọa - nt                 | Sắp bị đe dọa - nt     | Sắp bị đe dọa - nt     | Sắp bị đe dọa - nt     | Sắp bị đe dọa - nt     | Sắp bị đe dọa - nt     |
|  |  |          |          |          |          |          |          |  |  |             |             |             |             |             |             |  |  | Ít nguy cấp - LR | Ít nguy cấp - LR | Ít nguy cấp - LR | Ít nguy cấp - LR | Ít nguy cấp - LR | Ít nguy cấp - LR |  |  | Sắp bị đe dọa - nt                 | Sắp bị đe dọa - nt     | Sắp bị đe dọa - nt     | Sắp bị đe dọa - nt     | Sắp bị đe dọa - nt     | Sắp bị đe dọa - nt     |
|  |  |          |          |          |          |          |          |  |  |             |             |             |             |             |             |  |  |                  |                  |                  |                  |                  |                  |  |  | Ít lo ngại - lc                    |                        |                        |                        |                        |                        |
|  |  |          |          |          |          |          |          |  |  |             |             |             |             |             |             |  |  |                  |                  |                  |                  |                  |                  |  |  |                                    |                        |                        |                        |                        |                        |
|  |  |          |          |          |          |          |          |  |  |             |             |             |             |             |             |  |  |                  |                  |                  |                  |                  |                  |  |  | Thiếu dẫn liệu - DD                |                        |                        |                        |                        |                        |
|  |  |          |          |          |          |          |          |  |  |             |             |             |             |             |             |  |  |                  |                  |                  |                  |                  |                  |  |  |                                    |                        |                        |                        |                        |                        |
|  |  |          |          |          |          |          |          |  |  |             |             |             |             |             |             |  |  |                  |                  |                  |                  |                  |                  |  |  | Không đánh giá - NE                |                        |                        |                        |                        |                        |
|  |  |          |          |          |          |          |          |  |  |             |             |             |             |             |             |  |  |                  |                  |                  |                  |                  |                  |  |  |                                    |                        |                        |                        |                        |                        |

### Tuyệt chủng - EX - Extinct
Một taxon được coi là tuyệt chủng khi không còn nghi ngờ là cá thể cuối cùng của taxon đó đã chết.

### Tuyệt chủng ngoài thiên nhiên - EW - Extinct in the wild
Một taxon được coi là tuyệt chủng ngoài thiên nhiên khi chỉ còn thấy trong điều kiện gây trồng, nuôi nhốt hoặc chỉ là một (hoặc nhiều) quần thể tự nhiên hóa đã trở lại bên ngoài vùng phân bố cũ.

### Rất nguy cấp - CR - Critically Endangered
Một taxon được coi là rất nguy cấp khi đang đứng trước một nguy cơ cực kỳ lớn sẽ bị tuyệt chủng ngoài thiên nhiên trong một tương lai trước mắt.

### Nguy cấp - EN - Endangered
Một taxon được coi là nguy cấp khi chưa phải là rất nguy cấp nhưng đang đứng trước một nguy cơ rất lớn sẽ bị tuyệt chủng ngoài thiên nhiên trong một tương lai gần.

### Sẽ nguy cấp - VU - Vulnerable
Một taxon được coi là sẽ nguy cấp khi chưa phải là nguy cấp hoặc rất nguy cấp nhưng đang đứng trước một nguy cơ lớn sẽ bị tuyệt chủng ngoài thiên nhiên trong một tương lai tương đối gần.

### Ít nguy cấp - LR - Lower risk
Một taxon được coi là ít nguy cấp khi không đáp ứng một tiêu chuẩn nào của các thứ hạng rất nguy cấp, nguy cấp hoặc sẽ nguy cấp. Thứ hạng này có thể phân thành 3 thứ hạng phụ.

#### Phụ thuộc bảo tồn - cd
Bao gồm các taxon hiện là đối tượng của một chương trình bảo tồn liên tục, riêng biệt cho taxon đó hoặc nơi ở của nó; nếu chương trình này ngừng lại, sẽ dẫn tới taxon này bị chuyển sang một trong các thứ hạng trên trong khoảng thời gian 5 năm.

#### Sắp bị đe dọa - nt
Bao gồm các taxon không được coi là phụ thuộc bảo tồn nhưng lại rất gần với sẽ nguy cấp.

#### Ít lo ngại - lc
Bao gồm các taxon không được coi là phụ thuộc bảo tồn hoặc sắp bị đe dọa.

### Thiếu dẫn liệu - DD - Data deficient
Một taxon được coi là thiếu dẫn liệu khi chưa đủ thông tin để có thể đánh giá trực tiếp hoặc gián tiếp về nguy cơ truyệt chủng, căn cứ trên sự phân bố và tình trạng quần thể. Một taxon trong thứ hạng này có thể đã được nghiên cứu kỹ, đã được biết nhiều về sinh học, song vẫn thiếu các dẫn liệu thích hợp về sự phân bố và độ phong phú. Như vậy, taxon loại này không thuộc một thứ hạng đe dọa nào, cũng không tương ứng với thứ hạng LR.

### Không đánh giá - NE - Not evaluated
Một taxon được coi là không đánh giá khi chưa được đối chiếu với các tiêu chuẩn phân hạng.

## Các mức độ đe dọa

### Delisted
Tương đương với mức độ ưu tiên thấp. (LC - Ít quan tâm)

### P4
Mức độ ưu tiên cho loài ít được biết đến, tương đương với NT - Gần bị đe dọa.

### P3
Mức độ ưu tiên cao hơn P4, tương đương với VU - Sắp nguy cấp.

### P2
Mức độ ưu tiên cao hơn P3, tương đương EN - Nguy cấp.

### P1
Mức độ ưu tiên cao nhất, tương đương với CR - Cực kỳ nguy cấp.

### R
Mức độ đe dọa và ưu tiên cao nhất, tương đương CR: PE - Cực kỳ nguy cấp: có nguy cơ tuyệt chủng.

### X
Tương đương EX - tuyệt chủng.